# Мосад
Мосад (Ha-Mōśād le-Mōdī`īn ū-le-Tafqīdīm Meyūhadīm (на Иврит: המוסד למודיעין ולתפקידים מיוחדים) – „Институт за разследване и специални задачи“) е израелска разузнавателна агенция, обикновено се споменава като „Мосад“. Отговаря за разследваване, контратероризъм и извършва секретни операции, включително и паравоенни дейности.

## Представяне
Мосад е една от най-добре познатите и високо оценявани агенции за разследване. Известна е със своята ефективност и някои смятат, че до голяма степен допринася за стабилността и сигурността на Израел.
Мосад е сформирана през декември 1949 година като „Централен институт за координация“, по препоръка на Рувен Шилоа до министър-председателя Давид Бен-Гурион. Шилоа иска централна структура, която да координира и създаде взаимодействие между съществуващите секретни служби – военното разузнавателно управление (АМАН), Централната секретна служба (ГСС или „Шабак“, известна и под съкращението Шин Бет) и чуждестрани служби на политически управления.
През март 1951 е реорганизирана и превърната в част от кабинета на министър-председателя, подчинена директно на него. Сегашният брой на служителите наброява 1200 души.
Мосад е цивилна служба и не използва звания като военните звания. Същевременно почти всеки от персонала е служил в израелската армия, като част от задължителната военна служба в Израел. Много от тях имат офицерски звания.

## Известни операции на Мосад
- Аудиозаписът на Никита Хрушчов със секретна реч. Записът е предаден по-късно на ЦРУ;
- Намирането и похищението (отвличането) на нацисткия военен престъпник Адолф Айхман;
- Съдействието в „операция Мойсей“, имиграцията на етиопски евреи в Израел;
- Ликвидирането на причинителите на мюнхенското клане от олимпийските игри през 1972 година;
- Отвличането на Мордехай Вануну в Италия;
- Осигуряването на изключително важна информация за иракски ядрен реактор, унищожен при въздушна атака през 1981 година;

## Известни провали на Мосад
Един от провалите на Мосад е убийството на 20 невинни жертви в Ливан при опит за убийството на човек, участвал в така нареченото мюнхенско клане.

## Директори на Мосад
- Рувен Шилоа 1949 – 1952
- Исер Харел, 1952 – 1963
- Меир Амит, 1963 – 1968
- Цви Замир, 1968 – 1974
- Ицхак Хофи, 1974 – 1982
- Нахум Адмони, 1982 – 1990
- Шабтай Шавит, 1990 – 1996
- Дани Ятом, 1996 – 1998
- Ефраим Халеви, 1998 – 2002
- Меир Даган, 2002 – 2011
- Тамир Пардо, 2011 – 2016
- Йоси Коен, 2016 – 2021
- Давид Барнеа, 2021 -